# ماغي لاو
ماغي لاو (بالصينية: 劉思惠) هي مغنية وممثلة صينية، ولدت في 27 أغسطس 1982 بهونغ كونغ في الصين.

## وصلات خارجية
- ماغي لاو على موقع IMDb (الإنجليزية)
- ماغي لاو على موقع ميوزك برينز (الإنجليزية)